# Kule, które nie trafiają
Kule, które nie trafiają – polski film fabularny z 1923 r. w reż. Tadeusza Chrzanowskiego.

## Ekipa
- Scenariusz i reżyseria – Tadeusz Chrzanowski
- Zdjęcia – Gustaw Kryński
- Kierownictwo techniczne – Janusz Star
- Produkcja – Liana-Film

## Obsada
- Helena Olszewska
- Lili Liana
- Jan Baumritter
- Leonard Buczkowski
- Janusz Star
- E. Szrojt